# Franz Friedrich Müller
Franz Friedrich Müller (* 26. Oktober 1812 in Zell (Mosel); † 2. März 1856 in ebenda) war ein deutscher Gutsherr, Postexpediteur und Abgeordneter.

## Herkunft
Franz Friedrich Müller war ein Sohn des aus Koblenz stammenden Carl Ludwig Müller (1784–1842) und dessen Ehefrau Maria Anna Clara Reineri (1778–1821). Der Vater war in napoleonischer Zeit kaiserlicher Steuereinnehmer, nach 1815 königlicher Gerichtsschreiber sowie Postexpediteur in Zell. Die Mutter war eine Tochter aus der wohlhabenden Familie des Benedikt Reineri (1725–1794), einem kurfürstlichen Spezialeinnehmer, Gerichtsschreiber und letztem Erbbeständer des Wadgassener Hofs in Kaimt.

## Leben
Müller betrieb als junger Mann neben der Landwirtschaft mit vielen Pferden die Posthalterei in Zell. Hierfür hatte ihm das Koblenzer Postamt als Privatunternehmer einen zeitlich befristeten Vertrag gegeben und ihm gleichzeitig das gesamte Postfuhrwesen der Station übertragen. Als Leiter der Postexpedition war Müller gleichzeitig besoldeter Beamter und ab 1842 fuhr er regelmäßig die Karriolpost zwischen Zell und Kastellaun. Hier wurde das Postwesen seit 1778 durch die Familie Peters und ab 1819 vom Postexpediteur und Kolonialwarenhändler Wilhelm Peters betreut, dessen Tochter Anna Maria Peters Müller später heiratete.

## Politik
Friedrich Müller wurde am 10. Juli 1848 nach dem Verzicht des Trierer Anwalts Heinrich Mittweg als Stellvertreter zum Abgeordneten für den Wahlkreis Zell in die Preußische Nationalversammlung gewählt, wo er den liberalen Abgeordneten Johann Baptist Grach ablöste. In Berlin traf er auf die insgesamt 118 Mitglieder umfassende Fraktion Waldeck und im Abgeordnetenhaus nahm er Platz auf der äußersten Linken. In seiner Familie wurde Müller als „ein hochbegabter und ideal angelegter Mann, den das Vertrauen seiner Mitbürger als Vertreter der Rechte in das Abgeordnetenhaus brachte“, charakterisiert. In Berlin traf er auch den ebenfalls aus Zell stammenden Demokraten Josef Erasmus Graeff, der als Vertreter für den Landkreis Trier-Land angetreten war. Im Abgeordnetenhaus stritt Müller mit oppositionellen Beamten, katholischen Geistlichen und renitenten Advokaten gegen die Machtposition des absoluten Militärstaats für demokratische Grundsätze in der Gesetzgebung und Verwaltung. Er stimmte für die Abschaffung der Todesstrafe und am 28. September 1848 forderte er eine dringliche Debatte über die Aufhebung der Weinsteuer, die die Moselwinzer an den Rand ihres Existenzminimums gebracht hatte.
Im Oktober 1848, Müller hatte sich inzwischen der gemäßigten Linken der Fraktion Rodbertus genähert, kam es noch zu weiteren Tagungen. Diese Tagungen endeten jedoch am 15. November 1848, als das Militär unter der Leitung des preußischen Generalfeldmarschalls Friedrich von Wrangel mit seinen stehenden Truppen gegen das revolutionäre Berlin aufmarschierte und schließlich die restlichen Versammlungen auseinandertrieb. Vorher hatte man allerdings noch eiligst beschlossen, dass die Regierung nicht berechtigt sei Steuern zu erheben, solange das Parlament seiner Pflicht nicht nachkommen könne. Als passives Mittel des Widerstandes hatte man daher das Prinzip der Steuerverweigerung gewählt. Von Berlin kehrte Müller nach dem erzwungenen Abschied am 29. November 1848 zurück in die Heimat. Bei den Wahlen für das Preußische Abgeordnetenhaus am 5. Februar 1849 wurde Müller mit 163 gegen 91 Stimmen erneut für den erweiterten Wahlkreis Zell-Cochem-Adenau als Abgeordneter gewählt. In der Zweiten Kammer votierte er mit der Mehrheit für die Anerkennung der Frankfurter Reichsverfassung, worauf die Kammer am 27. April 1849 aufgelöst wurde. In der nur zwei Monate dauernden Wahlperiode hatte Müller zweimal Gelegenheit als Referent seiner Abteilung über Wahlprüfungen zu sprechen. Zwar hatte er sich bereits in der Nationalversammlung für die Interessen der Moselwinzer und die Aufhebung der Weinsteuer eingesetzt, jedoch hatte die Finanzkommission, der er angehörte, die Aufhebung noch beraten, dann aber gänzlich verworfen.
Nachdem die demokratischen Abgeordneten abermals zurück in ihre Wahlkreise in der Heimat gereist waren, rief der rheinische Städtetag am 8. Mai 1849 zur Durchsetzung der Reichsverfassung auf. Auf der Marienburg kam es am 13. Mai 1849 zur größten Volksversammlung bei der sich über 5000 Teilnehmern eingefunden und u. a. zum Prümer Zeughaussturm aufgerufen hatten, um damit die Reichsverfassungskampagne militärisch zu unterstützen. Als Folge lud die hiesige Staatsanwaltschaft bereits am 20. Mai 1849 die Teilnehmer zur Vernehmung ins benachbarte Reil vor. Dabei unterließ man es nicht gegen vormalige Abgeordnete mit Beamtenstatus vorzugehen, mit der Begründung, dass die politische Immunität nur für ihre Tätigkeit im Parlament gelten würde. Friedrich Müller wurde dann noch im Mai 1849 aus seinem Beamtenverhältnis als Postexpediteur entlassen. Die wahren Gründe hierfür, auch nicht auf Anfrage, und obwohl er von der Anklage der Anstiftung zur Aufruhr freigesprochen wurde, hatte man ihm nie genannt.

## Familie
Friedrich Müller war in erster Ehe mit Maria Anna Peters (1818–1847), einer Tochter des Posthalters Wilhelm Peters aus Kastellaun verheiratet. Jedoch verstarb die junge Ehefrau am 3. Juni 1847 im Kindbett und mit ihr auch das Kind. In zweiter Ehe war er seit dem 9. September 1850 mit Caroline Walburga Utsch (1826–1899), einer Tochter des königlichen Oberförsters Franz Anton Utsch und dessen Ehefrau Anna Maria, geb. Ramboux aus Trier verheiratet. Nach seinem frühen Tod mit 43 Jahren, kurz vor der Geburt seiner ersten Tochter Anna, führte die Witwe Müller, die eine Cousine seiner ersten Frau war, die Posthalterei und den Gutsbetrieb unter ihrem Beinamen Post-Millisch weiter.